# Кардакова, Екатерина Михайловна
Екатерина Михайловна Кардакова (род. 1 декабря 1968, Новосибирск) — советская и российская баскетболистка, защитник. Мастер спорта России международного класса по баскетболу. Победительница юношеского чемпионата Европы 1986 года. Участница чемпионата Европы 1993 года.

## Биография
Окончила школу № 3 в Новосибирске. Воспитанница новосибирской ДЮСШ-13.
С 1994 по 1999 год играла за московский ЦСКА. В составе команды участвовала в Евролиге ФИБА, становилась серебряным призёром чемпионата России. В 1997 году стала победителем Кубка Ронкетти.
В 2001 году, после двухлетнего перерыва, стала игроком новосибирского «Динамо-Энергия». Вместе с командой становилась бронзовым призёром российского чемпионата.
В составе сборной СССР стала победителем юношеского чемпионата Европы 1986 года, который проходил в Италии.
Летом 1993 года главный тренер сборной России Евгений Гомельский включил Кардакову в состав команды на чемпионат Европы, который проходил в Италии. Тем не менее баскетболистка не сыграла ни одного матча на турнире.
После завершения карьеры игрока выступала за ветеранскую команду новосибирского «Динамо».

## Достижения
ЦСКА
- Серебряный призёр чемпионата России: 1997/98
- Обладатель Кубка Ронкетти: 1997

«Динамо-Энергия»
- Бронзовый призёр чемпионата России: 2002/03
- Победительница юношеского чемпионата Европы: 1986